# Pinilla de los Moros
Pinilla de los Moros – gmina w Hiszpanii, w prowincji Burgos, w Kastylii i León, o powierzchni 11,01 km². W 2011 roku gmina liczyła 41 mieszkańców.